# Pandum
Pandum Hovedgård er en gammel hovedgård, som nævnes første gang i 1421. Gården ligger i Vokslev Sogn, Hornum Herred, Ålborg Amt, Nibe Kommune. Hovedbygningen er opført i 1905
Pandum Gods er på 175,5 hektar

## Ejere af Pandum Hovedgård
- (1421-1450) Malte Nielsen
- (1450-1480) Forskellige Ejere
- (1480-1498) Vitskøl Kloster
- (1498) Niels Glob
- (1498-1536) Palle Pedersen Glob
- (1536-1652) Kronen
- (1652-1662) Samuel von Surch
- (1662-1686) Ove Juel
- (1686-1690) Christian Ovesen Juel-Rysensteen
- (1690) Jeanne Marie Henriksdatter Rüse gift (1) Juel-Rysensteen (2) Daa
- (1690-1712) Gregers Daa
- (1712-1749) Ove Henrik Christiansen baron Juel-Rysensteen
- (1749-1769) Otto Henrik Ovesen baron Juel-Rysensteen
- (1769-1782) Christian Frederik Ovesen baron Juel-Rysensteen
- (1782) Christiane Dorothea Mohrsen gift (1) Juel-Rysensteen (2) von Adeler
- (1782-1785) C. V. baron von Adeler
- (1785-1789) Christiane Dorothea Mohrsen gift (1) Juel-Rysensteen (2) von Adeler
- (1789-1804) Christian Frederik Christiansen baron Juel-Rysensteen
- (1804-1810) N. Bassesen
- (1810) Johanne L. H. Jacobsen
- (1810-1819) Frederik J. Jacobsen
- (1819-1821) Ludvig C. Rosenbeck
- (1821-1840) grosserer Poppe
- (1840-1890) E. Cordes
- (1890-1909) Mathias Carl Cilius Bjerregaard
- (1909-1914) Espen Leth Espensen
- (1914-1915) J. Jespersen
- (1915-1916) J. Bech
- (1916-1919) A. W. Benzon
- (1919) Alfred Benzon
- (1919-1921) A. Chr. Sørensen
- (1921-1922) Alfred Benzon
- (1922-1928) V. Egenfledt-Nielsen
- (1928-1936) P. Svenstrup
- (1936-1944) Otto Tyge Skeel
- (1944-1964) Jens Christian Pedersen
- (1964- 2020) Poul Jørgen Pedersen og Doris Pedersen
- (2020-) Michael Pedersen